# Kidderia costata
Kidderia costata är en musselart som beskrevs av Nils Hjalmar Odhner 1924. Kidderia costata ingår i släktet Kidderia och familjen Cyamiidae. Inga underarter finns listade i Catalogue of Life.